# Nuoto ai Giochi della XXIV Olimpiade - 100 metri stile libero maschili
Hanno partecipato alle batterie di qualificazione 78 atleti: i primi 8 si sono qualificati per la finale A i successivi 8 invece si sono qualificati per la finale B.

## Batterie di qualificazione
- Q = Qualificati per la finale A
- q = qualificati per la finale B

| Posizione | Atleta                | Paese                   | Tempo   | Note |
| --------- | --------------------- | ----------------------- | ------- | ---- |
| 1         | Matt Biondi           | Stati Uniti             | 49.04   | Q OR |
| 2         | Christopher Jacobs    | Stati Uniti             | 49.20   | Q    |
| 3         | Stéphan Caron         | Francia                 | 49.37   | Q    |
| 4         | louri Bachkatov       | Unione Sovietica        | 50.08   | Q    |
| 5         | Gennadij Prigoda      | Unione Sovietica        | 50.13   | Q    |
| 6         | Per Johansson         | Svezia                  | 50.22   | Q    |
| 7         | Andrew Baildon        | Australia               | 50.34   | Q    |
| 8         | Tommy Werner          | Svezia                  | 50.45   | Q    |
| 9         | Steffen Zesner        | Germania Est            | 50.73   |      |
| 10        | Hilton Woods          | Antille Olandesi        | 50.73   | q    |
| 11        | Franz Mortensen       | Danimarca               | 50.74   | q    |
| 12        | Sven Lodziewski       | Germania Est            | 50.77   | q    |
| 13        | Thomas Fahrner        | Germania Ovest          | 50.78   | q    |
| 14        | Donald Alexander Goss | Canada                  | 50.81   | q    |
| 15        | Tzvetan Golomeev      | Bulgaria                | 50.82   | q    |
| 16        | Thomas Stachewicz     | Australia               | 50.90   | q    |
| 17        | Stefan Volery         | Svizzera                | 50.96   | q    |
| 18        | Roberto Gleria        | Italia                  | 50.97   |      |
| 19        | Torsten Wiegel        | Germania Ovest          | 51.02   |      |
| 20        | Christophe Kalfayan   | Francia                 | 51.05   |      |
| 21        | Andy Jameson          | Regno Unito             | 51.18   |      |
| 22        | Roland Lee            | Regno Unito             | 51.20   |      |
| 23        | Dano Halsall          | Svizzera                | 51.21   |      |
| 24        | Manuel Guzman         | Porto Rico              | 51.25   |      |
| 25        | Mike Fibbens          | Regno Unito             | 51.38   |      |
| 26        | Peter Rohde           | Danimarca               | 51.39   |      |
| 27        | Petr Kladiva          | Cecoslovacchia          | 51.40   |      |
| 28        | Shen Jianqiang        | Cina                    | 51.46   |      |
| 29        | Rodrigo Gonzalez      | Messico                 | 51.65   |      |
| 30        | Hans Kroes            | Paesi Bassi             | 51.79   |      |
| 31        | Patrick Dybiona       | Paesi Bassi             | 52.01   |      |
| 32        | Magnus Olafsson       | Islanda                 | 52.08   |      |
| 33        | Shigeo Ogata          | Giappone                | 52.23   |      |
| 34        | Jorge Fernandes       | Brasile                 | 52.26   |      |
| 35        | Jean-Marie Arnould    | Belgio                  | 52.27   |      |
| 36        | Yves Clausse          | Lussemburgo             | 52.33   |      |
| 37        | Ross Anderson         | Nuova Zelanda           | 52.41   |      |
| 38        | Emanuel Nascimento    | Brasile                 | 52.45   |      |
| 39        | Feng Qiangbiao        | Cina                    | 52.52   |      |
| 40        | Carlos Scanavino      | Uruguay                 | 52.53   |      |
| 41        | Ang Peng Siong        | Singapore               | 52.66   |      |
| 42        | Markus Opatril        | Austria                 | 52.77   |      |
| 43        | Mihly-Richard Bodor   | Ungheria                | 53.26   |      |
| 44        | Oon Jin Gee           | Singapore               | 53.27   |      |
| 45        | Murat Tahir           | Turchia                 | 53.57   |      |
| 46        | Mostafa Amer          | Egitto                  | 53.58   |      |
| 47        | Vaughan Andren Smith  | Zimbabwe                | 53.59   |      |
| 48        | Richard Sam Bera      | Indonesia               | 53.62   |      |
| 49        | Garvin Ferguson       | Bahamas                 | 53.64   |      |
| 50        | Michael Wright        | Hong Kong               | 53.70   |      |
| 51        | Li Khai Kam           | Hong Kong               | 53.84   |      |
| 52        | Rene Con Cepcion      | Filippine               | 53.95   |      |
| 53        | Hakan Eskiogtu        | Turchia                 | 54.24   |      |
| 54        | Jonathan Sakovich     | Guam                    | 54.29   |      |
| 55        | Hans Foerster         | Isole Vergini Americane | 54.34   |      |
| 56        | Kwon Sang-Won         | Corea del Sud           | 54.56   |      |
| 57        | Ignacio Escamilla     | Messico                 | 54.63   |      |
| 58        | Song Kwang-Sun        | Corea del Sud           | 54.72   |      |
| 59        | Ronald Pickard        | Isole Vergini Americane | 54.93   |      |
| 60        | Mouhamedou Diop       | Senegal                 | 55.20   |      |
| 61        | Graham Lewis Thompson | Zimbabwe                | 55.35   |      |
| 62        | Paul Yelle            | Barbados                | 55.53   |      |
| 63        | Pedro Lima            | Angola                  | 55.87   |      |
| 64        | Chiang Chi-Li         | Taipei cinese           | 56.11   |      |
| 65        | Plutarco Castellanos  | Honduras                | 56.44   |      |
| 66        | Hasan Alshammari      | Kuwait                  | 56.66   |      |
| 67        | Warren Sorby          | Figi                    | 57.10   |      |
| 68        | Sergio Faftine        | Mozambico               | 57.97   |      |
| 69        | Michele Piva          | San Marino              | 57.99   |      |
| 70        | Jason Chute           | Figi                    | 58.14   |      |
| 71        | Filippo Piva          | San Marino              | 58.39   |      |
| 72        | Mohammed Binabid      | Emirati Arabi Uniti     | 58.81   |      |
| 73        | Ahmad Faraj           | Emirati Arabi Uniti     | 59.10   |      |
| 74        | Trevor Ncala          | eSwatini                | 59.25   |      |
| 75        | Émile Lahoud          | Libano                  | 1:02.40 |      |
| 76        | Yul Mark Du Pont      | eSwatini                | 1:02.70 |      |
| -         | Stefan Opatril        | Austria                 | SQ      |      |
| -         | Giorgio Lamberti      | Italia                  | NP      |      |

## Finale A
22 settembre 1988
| Posizione | Atleta             | Paese            | Tempo    |
| --------- | ------------------ | ---------------- | -------- |
|           | Matt Biondi        | Stati Uniti      | 48.63 OR |
|           | Christopher Jacobs | Stati Uniti      | 49.08    |
|           | Stéphan Caron      | Francia          | 49.62    |
| 4         | Gennadij Prigoda   | Unione Sovietica | 49.75    |
| 5         | louri Bachkatov    | Unione Sovietica | 50.08    |
| 6         | Andrew Baildon     | Australia        | 50.23    |
| 7         | Per Johansson      | Svezia           | 50.35    |
| 8         | Tommy Werner       | Svezia           | 50.54    |

## Finale B
| Posizione | Atleta                | Paese            | Tempo |
| --------- | --------------------- | ---------------- | ----- |
| 9         | Thomas Stachewicz     | Australia        | 50.71 |
| 10        | Donald Alexander Goss | Canada           | 50.73 |
| 11        | Stefan Volery         | Svizzera         | 50.74 |
| 12        | Sven Lodziewski       | Germania Est     | 51.00 |
| 13        | Franz Mortensen       | Danimarca        | 51.05 |
| 14        | Thomas Fahrner        | Germania Ovest   | 51.12 |
| 15        | Tzvetan Golomeev      | Bulgaria         | 51.16 |
| 16        | Woods Hilton          | Antille Olandesi | 51.25 |